# Labashi-Marduk
Labashi-Marduk, död 556 f.Kr., var en kung av Babylon.
Han regerade under 556 f.Kr.